# King City (California)
King City è una città degli Stati Uniti d'America, situata in California, nella contea di Monterey.